# نوستالژی آینده
نوستالژی آینده (انگلیسی: Future Nostalgia) دومین آلبوم استودیویی خوانندهٔ انگلیسی دوآ لیپا است. این آلبوم در ۲۷ مارس ۲۰۲۰ توسط وارنر رکوردز منتشر شد. لیپا نویسندگان و تهیه‌کنندگانی نظیر جف بسکر، یان کرک پاتریک، استیارت پرایس، د مانسترز اند استرنجرز و کوز را به منظورِ ساخت یک اثر پاپ و دیسکوی «نوستالژیک» با تأثیرات از دنس پاپ و موسیقی الکترونیک، الهام‌گرفته از موسیقی که لیپا در دوران کودکی خود از آن لذت می‌برد، گزید.
این آلبوم با قطعهٔ هم‌عنوان که به عنوان تک‌آهنگ تبلیغاتی منتشر شد، شش تک‌آهنگ ایجاد کرد. «حالا شروع نکن» در ۳۱ اکتبر ۲۰۱۹ به عنوان تک‌آهنگ آغازین آلبوم منتشر شد و با موفقیت‌های تجاری و انتقادی دست یافت. این ترانه در بالاترین جایگاه خود به شماره دو جدول بیلبورد هات ۱۰۰ دست یافت. «فیزیکی» و «قلبم را بشکن» به ترتیب به عنوان دومین و سومین تک‌آهنگ منتشر شدند و هر دو در ده رتبهٔ برتر جدول تک‌آهنگ‌های بریتانیا رسیدند. «توهم» و ریمیکسی از «شناور» با حضور دابیبی به ترتیب در ۱۷ ژوئیه ۰ ۱ اکتبر ۲۰۲۰ به عنوان چهارمین و پنجمین تک‌آهنگ آلبوم منتشر شدند. «شناور» به دومین تک‌آهنگ لیپا در جایگاه دوتای برتر هات ۱۰۰ تبدیل شد و پس از «قوانین جدید» (۲۰۱۷) سومین تک‌آهنگ لیپا در ده‌تای برتر این جدول بود. «دوباره عاشق بشم» به عنوان ششمین تک‌آهنگ آلبوم در ۱۱ مارس ۲۰۲۱ در فرانسه و در ۴ ژوئن ۲۰۲۱ در جهان منتشر شد. در ابتدا قرار بود این آلبوم در ۳ آوریل ۲۰۲۰ منتشر شود، اما دو هفته قبل به دلیل لیک‌شدن در اینترنت، زودتر منتشر شد. لیپا برای تبلیغ آلبوم برنامه دارد تا در آوریل ۲۰۲۲ تور نوستالژی آینده را پس از چهار بار به تعویق افتادن به دلیل بیماری همه‌گیری کووید-۱۹ برگزار کند.
نوستالژی آینده پس از انتشار، مورد تحسین جهانی منتقدان موسیقی قرار گرفت؛ بسیاری از آنها تولید و پیوستگی آلبوم را را تحسین کردند. از نظر تجاری، این آلبوم در رتبه‌های برتر جدول پانزده کشور قرار گرفت و در ۱۰ رتبهٔ برتر جدول ۳۱ کشور قرار گرفت. در پادشاهی متحده، چهار هفته غیر متوالی را در جایگاه نخست جدول آلبوم‌های بریتانیا گذراند و به نخستین آلبوم او تبدیل شد که این موقعیت را کسب می‌کند و همچنین برای نخستین بار نامزد دریافت جایزهٔ مرکوری و برای نخستین بار جایزهٔ آلبوم سال بریتانیا جوایز بریت را دریافت کرد. نوستالژی آینده در شصت و سومین مراسم جایزه گرمی نامزد دریافت جایزهٔ آلبوم سال شد و توانست جایزهٔ بهترین آلبوم آواز پاپ را دریافت کند. در همین حین «حالا شروع نکن» برای دریافت جایزهٔ ضبط سال، ترانهٔ سال و بهترین اجرای پاپ تک‌نفره نامزد شد.
نوستالژی آینده با آلبوم ریمیکس خود، کلاب نوستالژی آینده که در ۲۸ اوت ۲۰۲۰ منتشر شد، موفق بیشتری کسب کرد. نسخهٔ فرانسوی نوستالژی آینده در ۲۷ نوامبر ۲۰۲۰ منتشر شد و با ایجاد تک‌آهنگ «تب» همراه بود. نسخه‌ای مجدد از این آلبوم با عنوان فرعی نسخهٔ مهتاب، همراه با تک‌آهنگ آغازینش، «ما خوب هستیم»، در ۲۱ فوریه ۲۰۲۱ از طریق وارنر منتشر شد.

## فهرست ترانه
| فهرست ترانه نوستالژی آینده | فهرست ترانه نوستالژی آینده | فهرست ترانه نوستالژی آینده |
| شماره                      | نام                        | مدت                        |
| -------------------------- | -------------------------- | -------------------------- |
| ۱.                         | «نوستالژی آینده»           | ۳:۰۴                       |
| ۲.                         | «حالا شروع نکن»            | ۳:۰۳                       |
| ۳.                         | «Cool»                     | ۳:۲۹                       |
| ۴.                         | «فیزیکی»                   | ۳:۱۳                       |
| ۵.                         | «شناور»                    | ۳:۲۳                       |
| ۶.                         | «خیلی لطفاً»                | ۳:۱۴                       |
| ۷.                         | «توهم»                     | ۳:۲۸                       |
| ۸.                         | «عشق دوباره»               | ۴:۱۸                       |
| ۹.                         | «قلبم را بشکن»             | ۳:۴۱                       |
| ۱۰.                        | «خوبی در بستر»             | ۳:۳۸                       |
| ۱۱.                        | «پسران پسر خواهند بود»     | ۲:۴۶                       |
| مجموع مدت:                 | مجموع مدت:                 | ۳۷:۱۷                      |

| ترانه جایزه نسخه ژاپن | ترانه جایزه نسخه ژاپن                     | ترانه جایزه نسخه ژاپن |
| شماره                 | نام                                       | مدت                   |
| --------------------- | ----------------------------------------- | --------------------- |
| ۱۲.                   | «حالا شروع نکن» (زنده در ریمیکس ال‌ای)     | ۵:۴۰                  |
| ۱۳.                   | «حالا شروع نکن» (ریمیکس پارپل دیسکو مشین) | ۳:۳۶                  |
| ۱۴.                   | «فیزیکی» (ریمیکس لیو زرو دیسکو)           | ۴:۱۸                  |
| مجموع مدت:            | مجموع مدت:                                | ۵۱:۴۲                 |